# بافل بوران
بافل بوران (بالإنجليزية: Pavel Buran)‏ مواليد 25 أبريل 1973 في برنو، هو دراج تشيكي في صنف سباق الدراجات على المضمار.

## الميداليات
| الميدالية | المسابقة                               |
| --------- | -------------------------------------- |
| برونزية   | بطولة العالم للدراجات على المضمار 2000 |

## روابط خارجية
- بافل بوران على موقع أرشيف الدراجات (الإنجليزية)
- بافل بوران على موقع أوليمبيديا (الإنجليزية)
- بافل بوران على موقع اللجنة الأولمبية التشيكية (التشيكية)